# Landes
Landes (gaskonsko las Lanas, oznaka 40) je francoski departma ob Atlantskem oceanu. Nahaja se v regiji Nova Akvitanija.

## Zgodovina
Departma je bil ustanovljen v času francoske revolucije 4. marca 1790 iz delov nekdanjih provinc Akvitanije in Gaskonje.

## Geografija
Landes (goličavje) leži v zahodnem delu regije Akvitanije ob Biskajskem zalivu. Na jugu meji na departma Pireneji-Atlantik, na severu na Gironde, na severovzhodu na Lot in Garono, na vzhodu pa na departma regije Oksitanija Gers.